# Grande Prêmio da Bélgica de 2005
Resultados do Grande Prêmio da Bélgica de Fórmula 1 realizado em Spa-Francorchamps em 11 de setembro de 2005. Décima sexta etapa da temporada, foi vencido pelo finlandês Kimi Räikkönen, da McLaren-Mercedes.

## Resumo
- Últimos pontos: Jordan, Tiago Monteiro
- Último pódio: BAR
- Antônio Pizzonia colidiu em Juan Pablo Montoya, que no momento em que estava na segunda posição, quando estava levando uma volta e restava poucas voltas para o final da corrida. Os comissários de pista consequentemente multaram Pizzonia em $8.000.
- Jacques Villeneuve foi capaz de garantir uma boa posição, graças a uma estratégia de um pit-stop, enquanto outros pilotos paravam mais vezes (como cinco vezes).
- Na volta 14, Takuma Sato bateu na traseira do carro de Michael Schumacher, causando o abandono de ambos. Os comissários de pista culparam Sato pelo acidente e consequentemente o puniram com a perda de dez posições no grid de largada do GP seguinte.

## Pilotos de sexta-feira
| Construtor        | Nº | Piloto            |
| ----------------- | -- | ----------------- |
| McLaren-Mercedes  | 35 | Alexander Wurz    |
| Sauber-Petronas   |    | n/d               |
| Red Bull-Cosworth | 37 | Vitantonio Liuzzi |
| Toyota            | 38 | Ricardo Zonta     |
| Jordan-Toyota     | 39 | Nicolas Kiesa     |
| Minardi-Cosworth  | 40 | Enrico Toccacelo  |

## Classificação da prova

### Treino classificatório
| Pos.   | Nº | Piloto               | Equipe            | Tempo    | Diferença | Grid |
| ------ | -- | -------------------- | ----------------- | -------- | --------- | ---- |
| 1      | 10 | Juan Pablo Montoya   | McLaren-Mercedes  | 1:46.391 | —         | 1    |
| 2      | 9  | Kimi Räikkönen       | McLaren-Mercedes  | 1:46.440 | + 0.049   | 2    |
| 3      | 6  | Giancarlo Fisichella | Renault           | 1:46.497 | + 0.106   | 13   |
| 4      | 16 | Jarno Trulli         | Toyota            | 1:46.596 | + 0.205   | 3    |
| 5      | 5  | Fernando Alonso      | Renault           | 1:46.760 | + 0.369   | 4    |
| 6      | 17 | Ralf Schumacher      | Toyota            | 1:47.401 | + 1.010   | 5    |
| 7      | 1  | Michael Schumacher   | Ferrari           | 1:47.476 | + 1.085   | 6    |
| 8      | 12 | Felipe Massa         | Sauber-Petronas   | 1:47.867 | + 1.476   | 7    |
| 9      | 3  | Jenson Button        | BAR-Honda         | 1:47.978 | + 1.587   | 8    |
| 10     | 7  | Mark Webber          | Williams-BMW      | 1:48.071 | + 1.680   | 9    |
| 11     | 4  | Takuma Sato          | BAR-Honda         | 1:48.353 | + 1.962   | 10   |
| 12     | 14 | David Coulthard      | Red Bull-Cosworth | 1:48.508 | + 2.117   | 11   |
| 13     | 2  | Rubens Barrichello   | Ferrari           | 1:48.550 | + 2.159   | 12   |
| 14     | 11 | Jacques Villeneuve   | Sauber-Petronas   | 1:48.889 | + 2.498   | 14   |
| 15     | 8  | Antônio Pizzonia     | Williams-BMW      | 1:48.898 | + 2.507   | 15   |
| 16     | 15 | Christian Klien      | Red Bull-Cosworth | 1:48.994 | + 2.603   | 16   |
| 17     | 20 | Robert Doornbos      | Minardi-Cosworth  | 1:49.779 | + 3.388   | 17   |
| 18     | 21 | Christijan Albers    | Minardi-Cosworth  | 1:49.842 | + 3.451   | 18   |
| 19     | 18 | Tiago Monteiro       | Jordan-Toyota     | 1:51.498 | + 5.107   | 19   |
| 20     | 19 | Narain Karthikeyan   | Jordan-Toyota     | 1:51.675 | + 5.284   | 20   |
| Fonte: |    |                      |                   |          |           |      |

### Corrida
| Pos.   | Nº | Piloto               | Equipe            | Voltas | Tempo/Diferença | Grid | Pontos |
| ------ | -- | -------------------- | ----------------- | ------ | --------------- | ---- | ------ |
| 1      | 9  | Kimi Räikkönen       | McLaren-Mercedes  | 44     | 1:30:01.295     | 2    | 10     |
| 2      | 5  | Fernando Alonso      | Renault           | 44     | + 28.300        | 4    | 8      |
| 3      | 3  | Jenson Button        | BAR-Honda         | 44     | + 32.000        | 8    | 6      |
| 4      | 7  | Mark Webber          | Williams-BMW      | 44     | + 1:09.100      | 9    | 5      |
| 5      | 2  | Rubens Barrichello   | Ferrari           | 44     | + 1:18.100      | 12   | 4      |
| 6      | 11 | Jacques Villeneuve   | Sauber-Petronas   | 44     | + 1:27.400      | 14   | 3      |
| 7      | 17 | Ralf Schumacher      | Toyota            | 44     | + 1:27.500      | 5    | 2      |
| 8      | 18 | Tiago Monteiro       | Jordan-Toyota     | 43     | + 1 volta       | 19   | 1      |
| 9      | 15 | Christian Klien      | Red Bull-Cosworth | 43     | + 1 volta       | 16   |        |
| 10     | 12 | Felipe Massa         | Sauber-Petronas   | 43     | + 1 volta       | 7    |        |
| 11     | 19 | Narain Karthikeyan   | Jordan-Toyota     | 43     | + 1 volta       | 20   |        |
| 12     | 21 | Christijan Albers    | Minardi-Cosworth  | 42     | + 2 voltas      | 18   |        |
| 13     | 20 | Robert Doornbos      | Minardi-Cosworth  | 41     | + 3 voltas      | 17   |        |
| 14     | 10 | Juan Pablo Montoya   | McLaren-Mercedes  | 40     | Colisão         | 1    |        |
| 15     | 8  | Antônio Pizzonia     | Williams-BMW      | 39     | Colisão         | 15   |        |
| Ret    | 16 | Jarno Trulli         | Toyota            | 34     | Acidente        | 3    |        |
| Ret    | 14 | David Coulthard      | Red Bull-Cosworth | 18     | Motor           | 11   |        |
| Ret    | 1  | Michael Schumacher   | Ferrari           | 13     | Colisão         | 6    |        |
| Ret    | 4  | Takuma Sato          | BAR-Honda         | 13     | Colisão         | 10   |        |
| Ret    | 6  | Giancarlo Fisichella | Renault           | 10     | Acidente        | 13   |        |
| Fonte: |    |                      |                   |        |                 |      |        |

## Tabela do campeonato após a corrida
| Pos.   | Piloto             | Pontos |
| ------ | ------------------ | ------ |
| 1      | Fernando Alonso    | 111    |
| 2      | Kimi Räikkönen     | 86     |
| 3      | Michael Schumacher | 55     |
| 4      | Juan Pablo Montoya | 50     |
| 5      | Jarno Trulli       | 43     |
| Fonte: |                    |        |

| Pos.   | Construtor       | Pontos |
| ------ | ---------------- | ------ |
| 1      | Renault          | 152    |
| 2      | McLaren–Mercedes | 146    |
| 3      | Ferrari          | 90     |
| 4      | Toyota           | 80     |
| 5      | Williams–BMW     | 59     |
| Fonte: |                  |        |

- Nota: Somente as primeiras cinco posições estão listadas.